# Júpiter LII

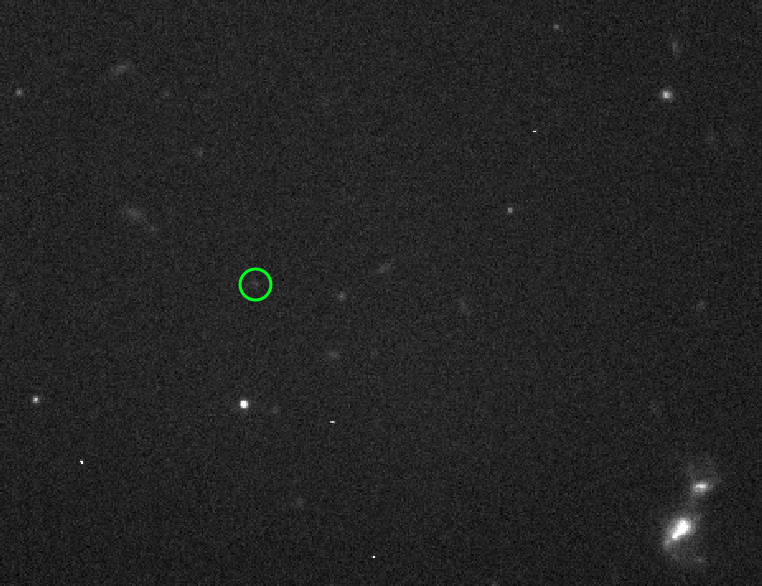

Júpiter LII, originalmente conhecido como S/2010 J 2, é um satélite natural de Júpiter. Foi descoberto por Christian Veillet em 2010 e anunciado em 2011. Tem 1 km de diâmetro, e orbita Júpiter a uma distância média de 20 307 150 km em 588,1 dias, com uma excentricidade de 0,307 e uma inclinação de 150,4°.